# Rhodopentas
Rhodopentas é um género de plantas com flores pertencentes à família Rubiaceae.
A sua distribuição nativa vai do sul da Etiópia ao sul da África Tropical.
Espécies:
- Rhodopentas bussei (K.Krause) Kårehed & B.Bremer
- Rhodopentas parvifolia (Hiern) Kårehed & B.Bremer